# 美しい (曲)
「美しい」（うつくしい）は、日本のバンドゆらゆら帝国の7枚目のシングルであり、2007年7月4日にソニー・ミュージックアソシエイテッドレコーズから発売された。

## 概要
本作は前作からおよそ1年ぶりとなる、ゆらゆら帝国最後のシングルである。
収録曲のうち、『美しい』のPVが制作され、アニメーションの制作は漫画家・天久聖一が行った。

## 収録曲
1. 美しい(6:11)
作詞：Sintaro Sakamoto、作曲・編曲：Yura Yura Teikoku
2. なんとなく夢を(5:18)
作詞：Sintaro Sakamoto、作曲・編曲：Yura Yura Teikoku
3. なさけない&はずかしい(5:35)
作詞：Sintaro Sakamoto、作曲・編曲：Yura Yura Teikoku
4. 船(5:27)
作詞：Sintaro Sakamoto、作曲・編曲：Yura Yura Teikoku

## 収録アルバム

### 美しい
- オリジナル『空洞です』（2007年10月10日）
※Album Version

### なんとなく夢を
- オリジナル『空洞です』（2007年10月10日）
※Album Version
- リミックス『REMIX 2005-2008』（2008年7月2日）
※extended remix

### 船
- リミックス『REMIX 2005-2008』（2008年7月2日）
※instrumental remix

## 反響

### 受賞
| SPACE SHOWER Music Video Awards |             |                         |
| 年                              | 受賞作品    | 部門                    |
| 2008                            | 「美しい 」 | BEST CG/ANIMATION VIDEO |